# Iwan Jegorowitsch Sabelin

Iwan Jegorowitsch Sabelin (Porträt von Ilja Repin)

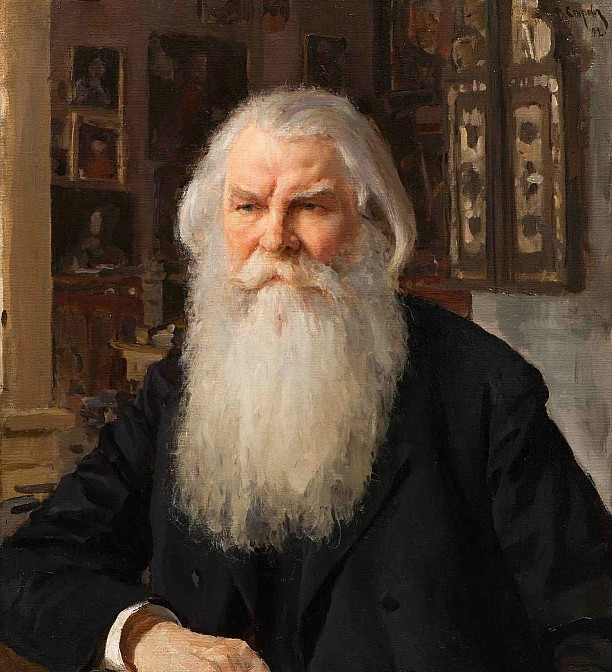
I. Je. Sabelin (Porträt von Walentin Alexandrowitsch Serow, 1892)

Iwan Jegorowitsch Sabelin (russisch Иван Егорович Забелин, wiss. Transliteration Ivan Egorovič Zabelin; geb. 17. Septemberjul. / 29. September 1820greg. in Twer; gest. 31. Dezember 1908jul. / 13. Januar 1909greg. in Moskau) war ein russischer Archäologe und Historiker.

## Leben
Er gründete 1872 zusammen mit Alexei Sergejewitsch Uwarow und verschiedenen anderen Slawophilen das Staatliche Museum für Geschichte am Roten Platz und war dessen Direktor. Er war der führende Wissenschaftler auf dem Gebiet der Moskauer Geschichte. 1884 wurde er korrespondierendes und 1907 Ehrenmitglied der Russischen Akademie der Wissenschaften in Sankt Petersburg.
Der Maler Ilja Repin porträtierte Iwan Sabelin in dessen Bibliothek. Sabelin wurde auch von verschiedenen weiteren Malern porträtiert.

## Publikationen (Auswahl)
- Materialy dlja istorii, archeologii i statistiki goroda Moskvy („Materialien zur Geschichte, Archäologie und Statistik der Stadt Moskau“), 1884–91
- Istorija goroda Moskvy („Geschichte der Stadt Moskau“), 1902
- Russkoe iskusstvo („Russische Kunst“), 1900